# Bybel
Bybel (Bibel) – polski herb szlachecki linii młodszej, noszący zawołania Bybel i Kosa.

## Opis herbu

### Opis historyczny
Juliusz Ostrowski blazonuje herb następująco:

W polu czerwonem między rogami półksiężyca srebrnego krzyż srebrny kawalerski, a nad tem dwie kosy końcami do góry, ostrzem do siebie ukośnie skrzyżowane. Nad hełmem korona.

### Opis współczesny
Opis skonstruowany współcześnie brzmi następująco:
Na tarczy w polu czerwonym litera dwie kosy końcami do góry skierowane, ostrzem do siebie skrzyżowane ukośnie, pod nimi pomiędzy rogami półksiężyca srebrnego – krzyż srebrny kawalerski.
Nad tarczą sam hełm z koroną.
Labry herbowe czerwone, podbite srebrem.

## Geneza
Bybel jest herbem uszczerbionym. W przeszłości występował w obwodzie lwowskim wsi Bybło, wówczas jej właścicielem był ród Bybelskich, który przyjął ten sam herb.

## Herbowni
Lista herbownych w artykule sporządzona została na podstawie wiarygodnych źródeł, zwłaszcza klasycznych i współczesnych herbarzy. Należy jednak zwrócić uwagę na częste zjawisko przypisywania rodom szlacheckim niewłaściwych herbów, szczególnie nasilone w czasie legitymacji szlachectwa przed zaborczymi heroldiami, co zostało następnie utrwalone w wydawanych kolejno herbarzach. Identyczność nazwiska nie musi oznaczać przynależności do danego rodu herbowego. Przynależność taką mogą bezspornie ustalić wyłącznie badania genealogiczne.
Pełna lista herbownych nie jest dziś możliwa do odtworzenia, także ze względu na zniszczenie i zaginięcie wielu akt i dokumentów w czasie II wojny światowej (m.in. w czasie powstania warszawskiego w 1944 spłonęło ponad 90% zasobu Archiwum Głównego w Warszawie, gdzie przechowywana była większość dokumentów staropolskich). Lista nazwisk znajdująca się w artykule pochodzi z Herbarza polskiego, Tadeusza Gajla (jedno nazwisko). Występowanie na liście nazwiska nie musi oznaczać, że konkretna rodzina pieczętowała się herbem Bybel. Często te same nazwiska są własnością wielu rodzin reprezentujących wszystkie stany dawnej Rzeczypospolitej, tj. chłopów, mieszczan, szlachtę. Lista uzupełniana ciągle przez autora przy kolejnych wydaniach Herbarza. Tadeusz Gajl wymienia następujące nazwisko uprawnionych do używania herbu Bybel:
|  | Kornatowski Tadeusz Gajl, Herbarz Polski |

Oprócz tego należy przytoczyć wspomniane już wcześniej nazwisko Bybelskich, o których wspomina w swoich dziełach Franciszek Piekosiński.